# Gnophomyia orientalis
Gnophomyia orientalis är en tvåvingeart som beskrevs av de Meijere 1911. Gnophomyia orientalis ingår i släktet Gnophomyia och familjen småharkrankar. Inga underarter finns listade i Catalogue of Life.